# Isla de Nueva Siberia
Nueva Siberia (en ruso: Новая Сибирь; en ruso transliterado: Nóvaya Sibir) es una isla localizada en el ártico ruso, bañada por las aguas del mar de Láptev. 
Administrativamente, la isla, como el resto del archipiélago, pertenece a la República de Sajá (Yakutia) de la Federación de Rusia.

## Geografía
La isla de Nueva Siberia es la más oriental de las islas Anzhu, el subgrupo norte de las islas de Nueva Siberia. Su área, aproximadamente 6200 km², la sitúa casi entre las 100 islas islas más grandes en el mundo (la 102.ª), siendo la 9.ª de Rusia. La isla de Nueva Siberia es de baja altitud, llegando a solo 76 metros, está cubierta por una vegetación de tipo tundra y está totalmente deshabitada. 
La isla más cercana es la isla de Faddéyevski, a unos 25 km en dirección oeste.

## Historia
Yákov Sánnikov fue el primer europeo del que se tienen noticias que puso pie en la isla de Nueva Siberia en 1806. Descubrió la isla durante una de las varias expediciones de caza financiados por los comerciantes, Semión y Lev Syrovatski.

## Vegetación
Juncos, hierbas, y tundra de criptógamas cubren la isla de Nueva Siberia. Es una tundra en su mayoría de pastos de muy bajo crecimiento de juncos, musgos, líquenes y plantas hepáticas. Estas plantas, cubren, en su mayoría o en parte, completamente la superficie del suelo, generalmente húmedo, de grano fino y, a menudo, montículado («Hummocky»).

## Geología
La isla de Nueva Siberia consiste en un rango de sedimentos clásticos que van de finales del Cretácico al Pleistoceno. Los sedimentos del Cretácico consisten en gran medida en capas plegadas de arenas de toba volcánica grises y verdosas, cienos de toba, arenas de guijarros, y capas de lignito expuestas en los acantilados marinos a lo largo de la costa suroeste. Las arenas y limos contienen a menudo tanto vidrio volcánico, plantas fosilizadas, gravillas de riolita, o alguna combinación de ellos. La arena del Eoceno, el limo, la arcilla y el lignito, se superponen a una no erosionada disconformidad cortada en los sedimentos del Cretácico. En la parte noroeste de la isla, estos sedimentos gradúan en arcillas que contienen fragmentos de bivalvos marinos. Directamente cubriendo los sedimentos del Eoceno y otras discontinuidades erosionadas, están las arenas del Oligoceno y primer Mioceno. Contienen delgados lechos de limo, barro, arcilla y guijarros. Estas arenas también contienen fósiles de plantas y diatomeas pantanosas, lagunares y lacustres. Estas arenas están cubiertas por sedimentos del Plioceno que consisten en capas de arena, limo, barro, turba, y guijarros.
Salvo en el caso de la cordillera Dereviánnyie, los sedimentos del Pleistoceno cubren casi la totalidad de la superficie de la isla. Estos depósitos constan de capas de sedimentos marinos cubiertos por sedimentos terrestres. Los sedimentos marinos más bajos se componen de tres lechos superpuestos de arcillas marinas a salobres que contienen fósiles de moluscos y tapados con turba. Los sedimentos terrestres que los cubren consisten en un complejo compuesto de hielo enriquecido con cienos aventados en las cuñas del hielo. Este complejo de hielo acumulado a lo largo de decenas de miles de años durante el Pleistoceno superior, a través del Último Máximo Glacial, hasta que se detuvo a alrededor de 10 000 a. C.. Durante este período de decenas de miles de años, la compleja formación de hielo, tiene una enorme cantidad de colmillos y huesos de mamut y huesos de otra megafauna enterrados y preservados en el permafrost.
La isla de Nueva Siberia se caracteriza por la abundancia de troncos de árboles en posición vertical, leños, hojas impresas, y otros restos vegetales que aparecen en los sedimentos expuestos a lo largo de los acantilados marinos y en las tierras altas de la cordillera Dereviánnyie a lo largo de la costa sur. Debido a la abundancia de estos leños y troncos verticales carbonizados, los primeros exploradores y paleobotánicos se refirieron a la cordillera Dereviánnyie, como las «Montañas de madera», «colinas de Madera», o la «montaña del árbol».
En un tiempo, el altamente plegado de capas de arena, limo, barro, arcilla, y lignito que contienen estos restos carbonizados de árboles fósiles se creía que se acumuló durante el Mioceno o Eoceno. Estos sedimentos y los fósiles de troncos y leños que contienen, se consideran ahora como del Turoniense del Cretácico. El Barón Von Toll, el doctor Klubov, el doctor Dorofeev y otros, además de otras publicaciones, demuestran todas que las suposiciones de algunos autores, de que la «madera Hills» de la isla de Nueva Siberia estaba parcial o completamente formada por restos de madera a la deriva («driftwood») eran completamente erróneas.

## Actualidad
El Ministerio de Defensa de Rusia informó el 4 de septiembre de 2013 que enviará al Crucero nuclear Pedro el Grande además de otros buques de guerra de la Flota del Norte a las regiones del Ártico ruso en el mar del Norte, reanudando de esa forma su presencia militar rusa permanente en esa zona. Rusia anunció la reapertura de la base militar situada en las Islas de Nueva Siberia, un archipiélago en el océano Glacial Ártico, para garantizar la seguridad de la ruta marítima del norte, considerada como una alternativa al canal de Suez.